# John Collins (futebolista)
John Angus Paul Collins (Galashiels, 31 de Janeiro de 1968) é um ex-futebolista e atualmente treinador de futebol escocês.Foi um dos grandes destaques do Association Sportive de Monaco Football Club no final dos anos 1990 onde conquistou os torcedores com seus toques de bola refinados,fato raro em um jogador de origem escocesa.É um dos poucos jogadores escoceses que conseguiram destaque fora do país ou da vizinha Inglaterra ao se transferir para o futebol francês em 1997,onde foi campeão nacional no mesmo ano.Sempre demonstrou facilidade para lançar bolas na área.Era a grande esperança do técnico Craig Brown na Copa do Mundo FIFA de 1998, tanto que o técnico armou um esquema tático baseado em seu estilo de jogo.

## Títulos

### Celtic
- Copa da Escócia: 1985

### Monaco
- Campeonato Francês: 1997
- Supercopa da França: 1997

### Fulham
- Copa Intertoto da UEFA: 2002

### Individuais
- Revelação do Campeonato Escocês: 1988

## Estatísticas como treinador
| Equipe    | País    | Entrada          | Saída            | Estatísticas | Estatísticas | Estatísticas | Estatísticas | Estatísticas |
| Equipe    | País    | Entrada          | Saída            | J            | V            | E            | D            | %            |
| --------- | ------- | ---------------- | ---------------- | ------------ | ------------ | ------------ | ------------ | ------------ |
| Hibernian | Escócia | Outubro de 2006  | Dezembro de 2007 | 54           | 23           | 15           | 16           | 42.59        |
| Charleroi | Bélgica | Dezembro de 2008 | Maio de 2009     | 18           | 7            | 4            | 7            | 38.89        |